# Михеенко, Яков Семёнович
Яков Семёнович Михеенко (1904—1970) — советский военачальник, полковник (27.05.1942).

## Биография
Родился 23 октября 1904 года в ныне Духовщинском районе Смоленской области в крестьянской семье.
В 1915 году окончил три класса сельской школы. Экзамены за 7 классов сдал экстерном в 1936 году. В 1943 году прошел ускоренные курсы при Высшей военной Академии им. Ворошилова и в 1950 году — курсы «Выстрел». Член ВКП(б)/КПСС с 1932 года.
В Красной Армии с 4 ноября 1926 года — красноармеец 14-го стрелкового полка 5-й стрелковой дивизии. Вырос до командира стрелковой роты 15-го стрелкового полка этой же дивизии (с 03.02.1934). С 12 ноября 1938 года Михеенко — начальник полковой школы этого же полка, командир стрелкового батальона — с сентября 1939 года. Заместитель командира полка по строевой части 142-го стрелкового полка 5-й стрелковой дивизии с декабря 1940 года.
Участник Великой Отечественной войны с самого её начала, воевал на Западном, Калининском, Юго-западном и 2-м Украинском фронтах. Командир 142-го стрелкового полка 5-й стрелковой дивизии, заместитель командира 44-й гвардейской стрелковой дивизии 31-й армии, исполняющий обязанности командира 195-й стрелковой дивизии 1-й гвардейской армии. Командир I гвардейской воздушно-десантной дивизии с 18.12.1943 по 02.07.1944. По ранению находился в санатории Наркомата обороны в селе Архангельское Московской области с июля 1944 года. Затем участия в боевых действиях на принимал и находился в резерве военного совета 2-го Украинского фронта. А с 31 декабря 1944 года работал начальником военной кафедры Чкаловского педагогического института.
C июня 1946 года Михеенко находился в резерве Военного совета Южно-Уральского военного округа C 16 октября 1946 года — командир 12-го отдельного сапёрного батальона I Отдельной инженерно-саперной бригады Московского военного округа. Уволен в запас был 9 ноября 1953 года, жил в Москве.
Умер 20 мая 1970 года в Москве. Похоронен на Николо-Архангельском кладбище (участок 123).

## Награды
- Награждён орденом Ленина, четырьмя орденами Красного Знамени, орденом Красной Звезды, а также медалями, в числе которых «За оборону Москвы» и «За победу над Германией».